# Peter Esaiasson
Lars Peter Eugen Esaiasson, född 9 juli 1957 i Skara, är en svensk statsvetare.
Peter Esaiasson disputerade 1990 och är sedan 1999 professor i statsvetenskap vid Göteborgs universitet. Han har ofta kommenterat inrikespolitiska skeenden i nyhetsartiklar. Han har även uppmärksammats för sin kritik av de undersökningar av antisemitism som genomförts av Forum för levande historia.
År 2000 var Esaiasson värd för Sveriges Radios program Sommar.
Esaiasson har givit namn åt merparten svenska andrakammarval och riksdagsval i historien.